# Salve

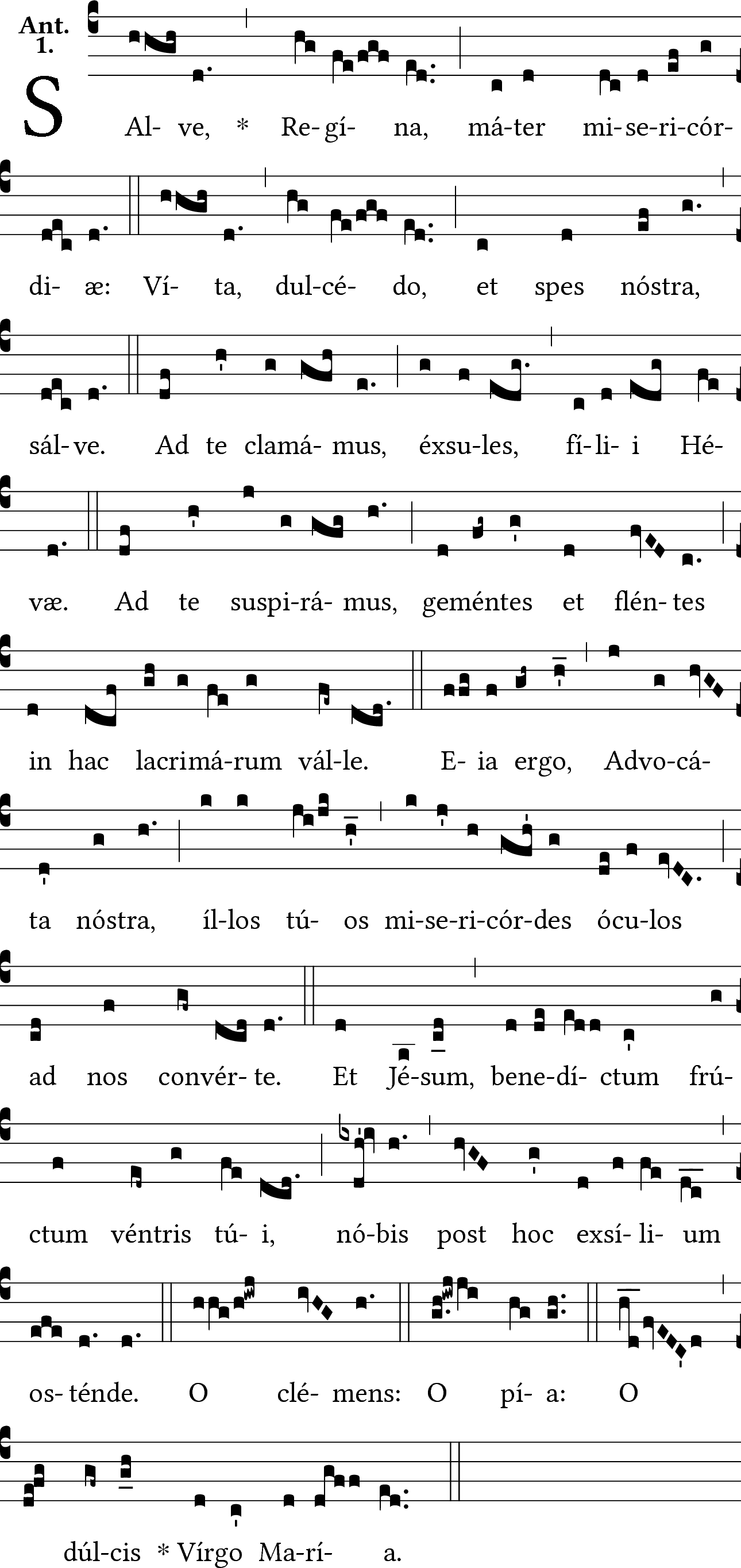
Versión gregoriana de la "Salve"

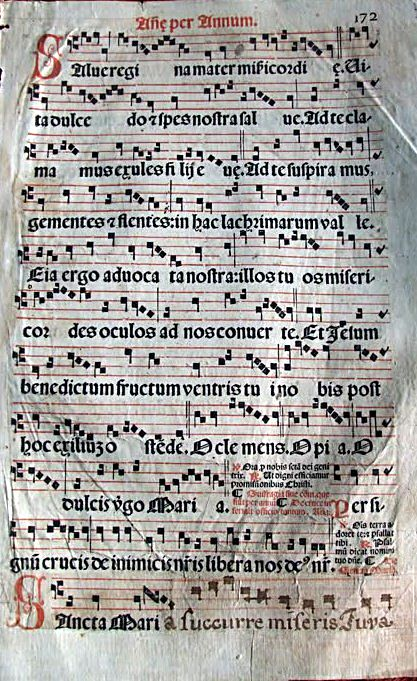
Antifonario

La Salve Regina, también conocida como la Salve es una de las más populares y conocidas oraciones católicas a María la madre de Jesús, originariamente escrita en latín. Inicialmente era una antífona mayor e himno. Es una de las cuatro antífonas del Breviario dedicadas a la Virgen (las otras tres son Alma Redemptoris Mater, Ave Regina Coelorum y Regina Coeli).

## Historia
Se trata originalmente de una secuencia con rima en "e", aunque la disposición de los versos puede variar según los recopiladores. Durante algún tiempo fue atribuida a Bernardo de Claraval; ahora se sabe que este solo añadió la invocación final: O clemens, o pia / o dulcis, Virgo Maria (que introduce una pareja de versos con rima en "ia"); también se ha atribuido al obispo de Compostela Pedro de Mezonzo, al de Le Puy-en-Velay Ademar de Monteil, al monje alemán Hermann von Reichenau, e incluso al obispo legendario de Segovia San Jeroteo.
Los cistercienses, los dominicos y los franciscanos promovieron su uso en diversas circunstancias (en especial en la liturgia de las horas). En 1250 Gregorio IX la aprobó y prescribió que se cantara al final del rezo de las Completas. Los monjes la cantaban antes de dormir y los frailes de la Orden de Predicadores la cantaban en procesión con velas encendidas.
Diversos autores cristianos han elaborado comentarios para esta oración; entre ellos destacan: Bernardo de Claraval, Anselmo de Lucca, Pedro Canisio, Francisco Coster y Alfonso María de Ligorio.
La gran variedad de representaciones de la Virgen y la devoción existente en cada lugar donde se venera ha generado la creación de una "Salve" particular según la advocación del lugar.

## Oración
Texto en latín
Salve, Regina, Mater misericordiæ,
vita, dulcedo et spes nostra, salve.
Ad te clamamus exsules filii Hevæ,
ad te suspiramus, gementes et flentes,
in hac lacrimarum valle.
Eia, ergo, advocata nostra, illos tuos
misericordes oculos ad nos converte;
Et Iesum, benedictum fructum ventris tui,
nobis post hoc exsilium ostende.
O clemens, O pia, O dulcis Virgo Maria.

Traducción en español
Dios te salve, Reina y Madre de misericordia;
vida, dulzura y esperanza nuestra, Dios te salve.
A ti llamamos los desterrados hijos de Eva,
a ti suspiramos, gimiendo y llorando
en este valle de lágrimas.
Ea, pues, Señora, abogada nuestra,
vuelve a nosotros esos tus ojos misericordiosos
y, después de este destierro,
muéstranos a Jesús, fruto bendito de tu vientre.
¡Oh clementísima, oh piadosa, oh dulce Virgen María!. 
Ruega por nosotros, Santa Madre de Dios, 
para que seamos dignos de alcanzar las promesas de Nuestro Señor Jesucristo. 
Amén

## Versiones musicales
La melodía sencilla que se usa habitualmente para cantarla parece haber sido elaborada por el P. F. Bourgoing. Como un componente esencial del servicio de completas, el himno ha sido musicado por varios compositores incluyendo a Victoria, Palestrina, Josquin des Pres y Lasso. Vivaldi y Liszt compusieron sus propias versiones en años posteriores. Domenico Scarlatti musicó esta oración en el siglo siglo XVII en su composición para alto y orquesta "Salve Regina". Schubert compuso al menos cuatro versiones. Arvo Pärt compuso una versión estrenada en la catedral de Essen en 2002.
Otros compositores:
- Johannes Ockeghem (ca 1410–1497): Salve Regina (Motete)
- Pierre de la Rue (1460–1518): Salve Regina I - VI (Motetes)
- Claudio Monteverdi (1567-1643)
- Jean-Baptiste Lully (1632–1687)
- Marc-Antoine Charpentier (1643-1704), 5 Salve Regina, H.18, H.27, H.47, H.24, H.23
- Giovanni Battista Bassani (1657–1712)
- Valentin Rathgeber (1682−1750): Salve Regina, Motete para coro y solistas (SATB), Violines y bajo continuo.
- Georg Friedrich Händel (1685–1759)
- Johann Adolf Hasse (1699–1781)
- Giovanni Battista Pergolesi (1710–1736)
- Joseph Haydn (1732–1809)
- Antonio Salieri (1750–1825)
- Cayetano Carreño (1774–1836): Salve Regina (1814)
- Ferdinand Schubert (1794–1859): Salve Regina, op. 12
- Franz Schubert (1797–1828): Salve Regina op. 140 (April 1824) y Salve Regina op. 153 para soprano y orquesta (November 1817)
- Moritz Hauptmann (1792–1868): Salve Regina
- Otto Nicolai (1810–1849): Salve Regina (Hymne an die heilige Jungfrau) op. 39 (1846)
- Franz Liszt (1811–1886): Salve Regina, S. 66 (1885)
- Gabriel Fauré (1845–1924): Salve Regina, op. 67/1 (1895)
- Leoš Janáček (1854–1928):
- Francis Poulenc (1899–1963): Finale de la ópera "Dialogues des Carmélites" (1957)
- Georg Trexler (1903-1979): Salve Regina (1954)
- Hermann Schroeder (1904–1984)
- Jean Langlais (1907–1991): Misa Salve Regina, para 3 voces iguales, 2 órganos, 5 trombones, 3 trompetas (1954)
- Anton Dawidowicz (1910–1993): Salve Regina
- Arvo Pärt (* 1935): Salve Regina (2002)
- Guy Bovet (* 1942): Salve Regina para órgano (1978)
- Andrew Lloyd Webber (* 1948): en el musical "Evita" (1974) con el título de "Requiem"
- Enjott Schneider (* 1950)
- Olivier Latry (* 1962): Salve Regina (2007)
- Yves Castagnet (* 1964): Misa "Salve Regina"

## Uso actual
Se canta o recita en infinidad de ocasiones, pero concretamente se canta en:
- En la misa según el rito tradicional, al final de todas las misas desde Pentecostés hasta el Adviento.

- Durante la Romería del Rocío, en los rezos de cada simpecado de Hermandad, así como ante las presencia de la Santísima Virgen del Rocio en su ermita y en el lunes de Pentecostés cuando la Virgen visita cada casa de Hermandad y sus fieles y devotos le rezan cantando la Salve. Durante esta romería, la Salve está siempre presente.
- Archicofradía de la Corte de María en Liria (Valencia) en honor a la Inmaculada Concepción durante la misa mayor en sus fiestas patronales (último domingo de agosto o primero de septiembre).
- Iglesia de San Marcos en Madrid los sábados a las 19:00 horas durante la misa sabatina.[1]
- Catedral de la Santa Cruz y Santa Eulalia de Barcelona cada 19 de julio en conmemoración de la erradicación de la epidemia de peste del siglo XVII.[2]
- Santa Iglesia Basílica Catedral de Ciudad Real, en honor a la Virgen del Prado, en agosto, días 15 y 22, al finalizar la procesión de la Hermandad.
- Hermandad de la Victoria (Huelva), en honor a la Santísima Virgen de la Victoria, durante los cultos de regla y al finalizar la estación de penitencia en Semana Santa.
- En Tordesillas, en las procesiones de la Virgen de las Angustias, el martes santo en la procesión de Penitencia y Caridad y el sábado santo en la procesión del Sexto dolor, ambas al entrar la Virgen en la iglesia.
- Basílica de la Caridad (Cartagena), especialmente el Viernes de Dolores, a la Virgen de la Caridad, Patrona de la ciudad. Durante toda la Semana Santa también es cantada a la recogida de cada Virgen por la multitud que se congrega a las puertas de la Arciprestal de Santa María.
- Se recita al término del Santo Rosario.
- En el recibimiento y en la despedida de la virgen de luna patrona de Pozoblanco (Córdoba) Cuando le ponen/quitan las llaves de los sagrarios de Sta Catalina (Pozoblanco) y San Miguel (Villanueva de Córdoba)que comparten patronazgo.
- En la Basílica de Nuestra Señora del Rosario (Patrona de la República de Guatemala), Templo de Santo Domingo en la ciudad de Guatemala, Centroamérica, para todo el mes de octubre.
- En la iglesia del Real Monasterio de la Encarnación de Almería; la comunidad de monjas clarisas la canta al concluir la misa vespertina del sábado.
- Al terminar todo culto litúrgico especial relacionado con la Muy Antigua, Venerable y Pontificia Archicofradía Sacramental de Nazarenos del Santísimo Cristo de la Redención y Nuestra Señora de los Dolores de Málaga.
- Antes de colocar a la Virgen de Zapopan en el momento cuando va de visita a una comunidad parroquial y cuando le cambian su traje dentro de su santuario.
- Al final de las misas en honor a la Virgen María en cualquier advocación.

## Indulgencia
El Papa Pío VI en el decreto del 5 de abril de 1786 concedió la indulgencia de cien días y, los domingos, de 7 años y hasta cuarenta años a cualquiera con un corazón contrito que recitara la antífona Salve Regina por la mañana y por la tarde el Sub tuum praesidium.
Este tipo de indulgencias expresadas en días o años fueron suprimidas por la Indulgentiarum Doctrina de 1967.
El Enchiridion Indulgentiarum de 2004 prevé la indulgencia parcial.